# Сик, Гельмут
Гельмут Сик (10 января 1910 года — 5 марта 1991 года) — германо-бразильский орнитолог.
Будучи выдающимся бразильским орнитологом, Сик опубликовал более 200 работ, наиболее важной из которых стала Ornitologia Brasileira, Uma Introdução (1984), в английском переводе Birds in Brazil: A Natural History (1993). Возглавлял научные экспедиции в отдалённые регионы Бразилии, где описал несколько видов птиц: Scytalopus novacapitalis, Cinclodes pabsti, Merulaxis stresemanni, желтошапочная пипра.